# Bixente Lizarazu
Bixente Jean-Michel Lizarazu, nacido como Vincent Lizarazu (San Juan de Luz, Nueva Aquitania, 9 de diciembre de 1969) es un exfutbolista francés que jugaba de lateral izquierdo. Fue internacional con la selección francesa, ganando la Copa del Mundo en 1998, la Eurocopa del 2000 y dos Copa Confederaciones en 2001 y 2003.

## Biografía
Inició su carrera en 1988 en el Girondins de Burdeos, donde jugó 272 partidos, entre liga y copa, anotando 23 goles. Fue campeón de la Copa Intertoto en 1995 y subcampeón de la Copa de la UEFA en 1996, cuando capitaneó al equipo donde jugaban, entre otros, Zinedine Zidane y Christophe Dugarry.
Sus buenas actuaciones lo llevaron a fichar por el Athletic Club a cambio de 300 millones de pesetas. Con el Athletic jugó 16 partidos de liga y dos de copa, en un año marcado por los problemas físicos, antes de irse al Bayern de Múnich. El club bávaro tuvo que abonar 720 millones de pesetas para hacerse con sus servicios. Su salida del club vizcaíno estuvo marcada por el intento de extorsión y amenazas al que fue sometido por parte de ETA. Con los bávaros ganó seis ediciones de la Bundesliga, cinco de la Copa de Alemania, la Liga de Campeones de la UEFA en el 2001 y la Copa Intercontinental 2001. Tuvo también un paso breve por el Olympique de Marsella en 2004 antes de volver al club alemán, donde se retiró en 2006.
Tras su retiro del fútbol, comenzó a practicar jiu-jitsu brasileño. En 2009 participó en el Campeonato Europeo de Jiu-Jitsu Brasileño, consiguiendo una medalla de oro en el peso medio de la categoría Máster 2.

## Selección francesa
Con su selección fue titular en la Copa Mundial de Francia 1998, donde fue campeón; en la Eurocopa 2000, donde fue también el ganador; en la Copa Mundial de Fútbol de 2002, donde no pasó la primera ronda, siendo el campeón defensor; y en la Eurocopa 2004, donde fueron eliminados a manos de Grecia, quien posteriormente se haría con el trofeo. En total, con la selección francesa ha disputado 97 partidos y logrando 2 goles. Lizarazu formó parte de una de las mejores defensas de la historia de Francia junto a Lilian Thuram, Laurent Blanc y Marcel Desailly.
También fue internacional con la selección de Euskadi.

### Participaciones en Copas del Mundo
| Mundial              | Sede                  | Resultado    |
| -------------------- | --------------------- | ------------ |
| Copa Mundial de 1998 | Francia               | Campeón      |
| Copa Mundial de 2002 | Corea del Sur y Japón | Primera fase |

### Participaciones en Eurocopas
| Eurocopa      | Sede                   | Resultado        |
| ------------- | ---------------------- | ---------------- |
| Eurocopa 1996 | Inglaterra             | Semifinal        |
| Eurocopa 2000 | Bélgica y Países Bajos | Campeón          |
| Eurocopa 2004 | Portugal               | Cuartos de final |

### Participaciones en Copas Confederaciones
| Copa                      | Sede                  | Resultado |
| ------------------------- | --------------------- | --------- |
| Copa Confederaciones 2001 | Corea del Sur y Japón | Campeón   |
| Copa Confederaciones 2003 | Francia               | Campeón   |

## Vida privada
Estuvo casado con la actriz y cantante francesa Claire Keim, con quien tiene una hija, Uhaina. También es padre de Tximista, fruto de una relación anterior. Tiene una fundación para ayudar a ancianos olvidados por sus familiares.

## Clubes y estadísticas
| Club                             | Div.                | Temporada           | Liga  | Liga  | Copas Nacionales(1) | Copas Nacionales(1) | Torneos Internacionales(2) | Torneos Internacionales(2) | Total | Total | Media goleadora(3) |
| Club                             | Div.                | Temporada           | Part. | Goles | Part.               | Goles               | Part.                      | Goles                      | Part. | Goles | Media goleadora(3) |
| -------------------------------- | ------------------- | ------------------- | ----- | ----- | ------------------- | ------------------- | -------------------------- | -------------------------- | ----- | ----- | ------------------ |
| Girondins de Burdeos Francia     | 1.ª                 |                     |       |       |                     |                     |                            |                            |       |       |                    |
| Girondins de Burdeos Francia     | 1.ª                 | 1988-89             | 16    | 0     | 1                   | 0                   | -                          | -                          | 17    | 0     | 0,00               |
| Girondins de Burdeos Francia     | 1.ª                 | 1989-90             | 38    | 2     | 4                   | 0                   | -                          | -                          | 42    | 2     | 0,05               |
| Girondins de Burdeos Francia     | 1.ª                 | 1990-91             | 35    | 2     | 1                   | 0                   | 6                          | 0                          | 42    | 2     | 0,05               |
| Girondins de Burdeos Francia     | 2.ª                 | 1991-92             | 33    | 0     | 5                   | 0                   | -                          | -                          | 38    | 0     | 0,00               |
| Girondins de Burdeos Francia     | 1.ª                 | 1992-93             | 36    | 4     | 3                   | 0                   | -                          | -                          | 39    | 4     | 0,10               |
| Girondins de Burdeos Francia     | 1.ª                 | 1993-94             | 32    | 9     | 3                   | 0                   | 6                          | 0                          | 41    | 9     | 0,22               |
| Girondins de Burdeos Francia     | 1.ª                 | 1994-95             | 33    | 2     | 3                   | 1                   | 4                          | 0                          | 40    | 3     | 0,08               |
| Girondins de Burdeos Francia     | 1.ª                 | 1995-96             | 23    | 3     | -                   | -                   | 17                         | 5                          | 40    | 8     | 0,20               |
| Girondins de Burdeos Francia     | Total club          | Total club          | 246   | 22    | 20                  | 1                   | 33                         | 5                          | 299   | 28    | 0,09               |
| Athletic Club de Bilbao · España | 1.ª                 | 1996-97             | 16    | 0     | 2                   | 0                   | -                          | -                          | 18    | 0     | 0,00               |
| Athletic Club de Bilbao · España | Total club          | Total club          | 16    | 0     | 2                   | 0                   | -                          | -                          | 18    | 0     | 0,00               |
| Bayern de Múnich · Alemania      | 1.ª                 |                     |       |       |                     |                     |                            |                            |       |       |                    |
| Bayern de Múnich · Alemania      | 1.ª                 | 1997-98             | 18    | 0     | 5                   | 0                   | 2                          | 0                          | 25    | 0     | 0,00               |
| Bayern de Múnich · Alemania      | 1.ª                 | 1998-99             | 19    | 2     | 5                   | 1                   | 9                          | 0                          | 33    | 3     | 0,09               |
| Bayern de Múnich · Alemania      | 1.ª                 | 1999-00             | 22    | 1     | 1                   | 0                   | 10                         | 0                          | 33    | 1     | 0,03               |
| Bayern de Múnich · Alemania      | 1.ª                 | 2000-01             | 16    | 0     | 1                   | 0                   | 10                         | 0                          | 27    | 0     | 0,00               |
| Bayern de Múnich · Alemania      | 1.ª                 | 2001-02             | 25    | 1     | 1                   | 0                   | 14                         | 0                          | 40    | 1     | 0,03               |
| Bayern de Múnich · Alemania      | 1.ª                 | 2002-03             | 26    | 2     | 5                   | 0                   | 3                          | 0                          | 34    | 2     | 0,06               |
| Bayern de Múnich · Alemania      | 1.ª                 | 2003-04             | 26    | 1     | 1                   | 0                   | 8                          | 0                          | 35    | 1     | 0,03               |
| Bayern de Múnich · Alemania      | 1.ª                 | 2005                | 13    | 0     | 2                   | 0                   | 4                          | 0                          | 19    | 0     | 0,00               |
| Bayern de Múnich · Alemania      | 1.ª                 | 2005-06             | 18    | 0     | 3                   | 0                   | 6                          | 0                          | 27    | 0     | 0,00               |
| Bayern de Múnich · Alemania      | Total club          | Total club          | 183   | 7     | 24                  | 1                   | 66                         | 0                          | 273   | 8     | 0,03               |
| Olympique de Marsella Francia    | 1.ª                 | 2004-05             | 14    | 0     | 1                   | 0                   | -                          | -                          | 15    | 0     | 0,00               |
| Olympique de Marsella Francia    | Total club          | Total club          | 14    | 0     | 1                   | 0                   | -                          | -                          | 15    | 0     | 0,00               |
| Total en su carrera              | Total en su carrera | Total en su carrera | 459   | 29    | 47                  | 2                   | 99                         | 5                          | 605   | 36    | 0,06               |

## Palmarés

### Campeonatos nacionales
| Título                      | Club                 | País     | Año     |
| --------------------------- | -------------------- | -------- | ------- |
| Ligue 2                     | Girondins de Burdeos | Francia  | 1991-92 |
| Copa de la Liga de Alemania | F. C. Bayern         | Alemania | 1997    |
| Copa de la Liga de Alemania | F. C. Bayern         | Alemania | 1998    |
| Copa de Alemania            | F. C. Bayern         | Alemania | 1997-98 |
| Bundesliga                  | F. C. Bayern         | Alemania | 1998-99 |
| Copa de la Liga de Alemania | F. C. Bayern         | Alemania | 1999    |
| Bundesliga                  | F. C. Bayern         | Alemania | 1999-00 |
| Copa de Alemania            | F. C. Bayern         | Alemania | 2000    |
| Copa de la Liga de Alemania | F. C. Bayern         | Alemania | 1999-00 |
| Bundesliga                  | F. C. Bayern         | Alemania | 2000-01 |
| Bundesliga                  | F. C. Bayern         | Alemania | 2002-03 |
| Copa de Alemania            | F. C. Bayern         | Alemania | 2002-03 |
| Bundesliga                  | F. C. Bayern         | Alemania | 2004-05 |
| Copa de Alemania            | F. C. Bayern         | Alemania | 2004-05 |
| Bundesliga                  | F. C. Bayern         | Alemania | 2005-06 |
| Copa de Alemania            | F. C. Bayern         | Alemania | 2005-06 |

### Campeonatos internacionales
| Título                 | Equipo (*)           | Sede        | Año  |
| ---------------------- | -------------------- | ----------- | ---- |
| Copa Intertoto         | Girondins de Burdeos | Burdeos     | 1995 |
| Copa Mundial de Fútbol | Selección de Francia | Saint-Denis | 1998 |
| Eurocopa               | Selección de Francia | Róterdam    | 2000 |
| Liga de Campeones      | F. C. Bayern         | Milán       | 2001 |
| Copa Intercontinental  | F. C. Bayern         | Tokio       | 2001 |
| Copa Confederaciones   | Selección de Francia | Yokohama    | 2001 |
| Copa Confederaciones   | Selección de Francia | Saint-Denis | 2003 |

### Distinciones individuales
| Distinción                                    | Año  |
| --------------------------------------------- | ---- |
| XI Ideal de European Sports Media             | 1999 |
| Equipo del año UEFA                           | 2001 |
| Équipe type spéciale 20 ans des trophées UNFP | 2011 |

## Condecoraciones
| Distinción                      | Año  |
| ------------------------------- | ---- |
| Caballero de la Legión de Honor | 1998 |
| Oficial de la Legión de Honor   | 2025 |